# Sveta Klara (otok u Čileu)
Otok Svete Klare (špa. Isla Santa Clara) je mali, nenaseljeni otok u Tihom oceanu, u blizini obale otoka Robinson Crusoe u skupini Juan Fernandez. Otok je vulkanskog podrijetla te je oko 1 km dug i 0,6 km širok. Otok grupa je politički dio Čilea, te je administrativno dodijeljena regiji Valparaíso, općini Juan Fernandez.

## Zemljopis
Santa Clara je najmanji otok arhipelaga Juan Fernandez i ima površinu od oko 2,2 km2. Okružena je na južnoj strani s grebenom. Ovaj vulkanski otočić je povezan s grupom od tri otoka. Nalazi se 1,5 km jugozapadno od otoka Robinson Crusoe, ima uglavnom ravnu površinu, uz maksimalnu visinu od 376 m na vrhu Johow Hill. Na temelju geomorfoloških osobina i sastava protekle lave, pretpostavlja se da je najraniji vulkanski centar koji je doveo do pojave otoka Robinson Crusoe, te je, stoga, veće starosti - 5,8 milijuna godina (u odnosu na 3,8 - 4,2 milijuna godina).
Santa Clara uključuje vulkanske stijene i nekoliko manjih plaža, uključujući i neke bijele pješčane plaže. Nedaleko od krajnjeg zapadnog ruba otoka, nalazi se stjenoviti otočić, a na vrhu južno od istog otočića, postoji sprud sastavljena od različitih stijena koje lome vodu. Dolazeći iz smjera sjevera, otok Santa Clara ima izgled litice ili strmine; ali približavajući se s juga, pokazuje bila ugrožene aspekte konusnih humaka i neobično urezanih stijena. Vode oko otoka imaju stjenovitu dno, s jakim strujama. Pristup brodom na otok je opasan, pogotovo u olujno vrijeme, jer je jaka more razbija na sve strane.

## Klima
Budući da leži nisko na uzvisini, Santa Clara hvata relativno malo kiše. Količina padalina također ovisi o El Niño-južnoj oscilaciji. Klima je suptropska, pod snažnim utjecajem oscilacija u općenitom protoku prema sjeveru hladne sub-antarktičke Humboldtove morske struje i pasata s jugoistoka, koje stvaraju velike zimskee i niske ljetne kišne uzorke i stabilne temperature okoliša. Temperature se kreću kroz cijelu godinu od 3°C do 34°C, s godišnjim prosjekom od 15,4°C .

## Biljni i životinjski svijet
Santa Clara je uglavnom pusta i neplodna, ali na njenoj istočnoj padini postoji nekoliko stabala, a na sjeverozapadnom vrh potok koji teče duž klanca i doseže more. Niska vegetacija se pogoršala u prošlosti zbog stada koza na stijenama. Izvornu floru karakterizira niska tolerancija požara i loša adaptacije na biljoždere. Feral kunići su najveća opasnost, jer oni vrše razarajući učinak na otočna staništa.
Većina izvorne vegetacije na otoku je zamijenjena grmolikim biljem i travama.Vegetacija je minijaturni mozaik matorala, golih stijena, raznih dimenzija stabala i grmova pomiješana s paprati i višegodišnjim biljkama. Gotovo sva Santa Clara ima u izobilju uvezenu brijestolisnu kupinu ( Rubus ulmifolius), čileansku vinsku kupinu (Aristotelia chilensis), Ugni molinae, Lantana camara i kozja krv (Lonicera japonica). Neke imaju potencijal biti gamad, imaju mesnate plodove, osim korova kao što su Danthonia Collinom, Stipa laevissima i Piptochaetium bicolor.   Nema stalnih izvora pitke vode na otoku. Kralježnjaci koji nastanjuju otočić su ptice, neke ugrožene, koje čine gnijezda ili posjećuju otok.